# مالی‌گرایی

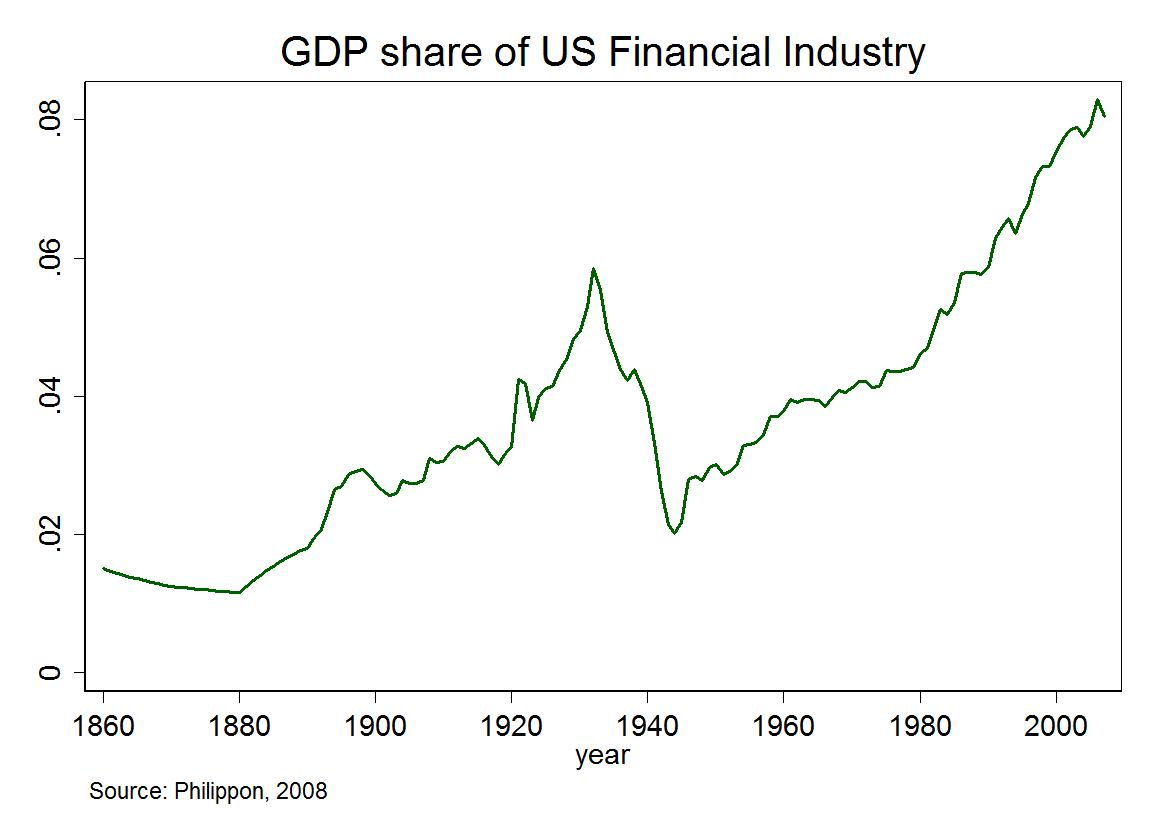
سهم بخش مالی ایالات متحده در تولید ناخالص داخلی از سال ۱۸۶۰

مالی‌گرایی یا مالی‌سازی یک اصطلاح است که گاهی اوقات برای توصیف توسعه‌ی سرمایه‌داری مالی در طول دوره از سال ۱۹۸۰ تاکنون به کار می‌رود. در این دوره نسبت بدهی به سهام افزایش یافته و خدمات مالی در مقایسه با سایر بخش‌ها سهم بیشتری از درآمد ملی را به خود اختصاص داده است.
مالی‌گرایی فرایندی اقتصادی را توصیف می‌کند که مبادله ازطریق میانجی‌گری ابزارهای مالی تسهیل می‌شود. مالی‌سازی می‌تواند مبادله‌ی کالاهای واقعی، خدمات و ریسک‌ها به جای ارز را ممکن سازد و به این ترتیب، موجب شود مردم با سهولت بیشتری دارایی‌ها و جریان‌های درآمد خود را عقلانی کنند.

## رویکردهای آکادمیک خاص
تعاریف گوناگونی از مفهوم مالی‌سازی با تمرکز بر جنبه‌ها و تفسیرهای خاصی مورد استفاده قرار گرفته است. برای مثال، گرتا کریپنر از دانشگاه میشیگان می‌نویسد که مالی‌سازی اشاره دارد به «یک الگوی انباشتی که در آن سودآوری، به جای تجارت و تولید کالا، ببیش‌ازپیش ازطریق کانال‌های مالی اتفاق می‌افتد.» در مقدمه‌ای بر کتاب مالی‌سازی و اقتصاد جهانی در سال ۲۰۰۵، ویراستار جرالد اپستین می‌نویسد که برخی از محققان اصرار بر کاربرد محدودتری از این اصطلاح دارند: غلبه‌ی ارزش سهامداران به‌عنوان یک روش راهبری شرکتی، و یا تسلط رو‌به‌رشد سیستم‌های مالی بازار سرمایه بر سیستم‌های مالی مبتنی بر بانک. پیر-ایو گومز و هری کورین در کتاب خود با عنوان کارآفرینان و دموکراسی: نظریه سیاسی راهبری شرکتی در سال ۲۰۰۸، یک روند بلندمدت را در تکامل راهبری شرکتی در شرکت‌های بزرگ مشخص کرده‌اند و نشان داده‌اند که مالی‌سازی یک قدم در این فرایند است.